# Drzazgi (Ludwikowice Kłodzkie)
Drzazgi (niem. Harte) – przysiółek wsi Ludwikowice Kłodzkie w Polsce, położony w województwie dolnośląskim, w powiecie kłodzkim, w gminie Nowa Ruda.

## Położenie
Drzazgi położone są w Sudetach Środkowych, we Wzgórzach Wyrębińskich, na południowo-wschodnim zboczu szczytu Gruntowa, na wysokości około 470 m n.p.m.

## Podział administracyjny
W latach 1975–1998 przysiółek administracyjnie należał do województwa wałbrzyskiego. Obecnie jest wliczona w powierzchnię Ludwikowic Kłodzkich.

## Historia
Drzazgi powstały w drugiej połowie XVII wieku jako kolonia Miłkowa. Była to wówczas niewielka osada zamieszkała głównie przez tkaczy. W 1825 roku było tu 12 domów, w 1840 roku ich liczba wzrosła do 16. Miejscowość rozwinęła się dopiero w XIX wieku, kiedy w Miłkowie powstała duża kopalnia węgla kamiennego. Po 1945 roku w związku z likwidacją kopalni w Miłkowie Drzazgi częściowo wyludniły się, w 1978 roku były tu 23 gospodarstwa, pod koniec XX wieku ich liczba zmniejszyła się.

## Zabytki
W Drzazgach znajdują się następujące zabytki:
- okazały, wieloprzęsłowy, stalowy wiadukt kolejowy z 1880 roku, leżący przy wjeździe do miejscowości, w jej południowej części,
- kilka murowanych domów pochodzących z początku XX wieku.

## Szlaki turystyczne
Przez Drzazgi przechodzi znakowany szlak turystyczny:
- z Ludwikowic Kłodzkich na Przełęcz Kozie Siodło[1].